# Рєпніни

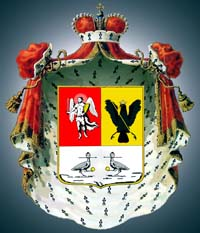
Герб роду князів Рєпніних

Рєпніни — князівський рід Російської імперії
Рід походить від князів Чернігівських (XVIII коліно від Рюрика)
Після смерті в 1801 році Миколи Рєпніна (останнього представника по чоловічій лінії) Олександр І дозволив прийняти прізвище Рєпнін його рідному онуку Миколі Волконському.

## Живі представники роду
- Михайло Ігорович Рєпнін (1932 рік)
- Сергій Михайлович Рєпнін (1957 рік)
- Олена Михайловна Рєпніна (1959 рік)
- Олексій Михайлович Рєпнін (1961 рік)

## Відомі представники
- Репнін Анікіта Іванович (1668—1726)
- Репнін Василь Амикитович (1696—1748) — воєначальник, генерал-ад'ютант. Син Амикити Івановича
- Репнін-Оболенський Борис Олександрович (?—1670)
- Репнін Микола Васильович (1734—1801) — генерал-фельдмаршал.
- Рєпнін-Волконський Микола Григорович (1778—1845) — військовий і державний діяч, у 1816—34 малоросійський генерал-губернатор (Полтавська та Чернігівська губернії). Онук Миколи Васильовича, старший брат декабриста Сергія Волконського.
- Рєпніна Варвара Миколаївна (1808—1891) — дочка Миколи Рєпніна-Волконського, відіграла вагому роль у біографії Тараса Шевченка